# Fort Bridger
Fort Bridger – jednostka osadnicza w Stanach Zjednoczonych, w stanie Wyoming, w hrabstwie Uinta.